# Torre Celestino Manent
La Torre Celestino Manent és una obra de Matadepera (Vallès Occidental) protegida com a Bé Cultural d'Interès Local.

## Descripció
Torre d'una planta, amb soterrani i mirador. La finca, cantonera, va condicionar la planta del projecte, orientant la façana al vèrtex format per la carretera de Terrassa i el carrer Sant Sebastià. En aquesta façana s'hi ubica un porxo amb quatre columnes formades per arcs de mig punt. La coberta amb teula àrab és composta i mostra diferents nivells. La torre mirador coberta a quatre vessants, presenta triple finestral a cada façana.

## Història
Habitatge d'estiueig de la postguerra, que respon a un bon nivell de qualitat de construcció. El projecte original va estar modificat amb posterioritat amb la construcció del porxo de la façana principal. Més endavant, l'any 2000, la torre ha estat totalment rehabilitada, mantenint criteris respectuosos amb el projecte original a nivell de volums, coberta i façanes conservades per exemple les encavallades de fusta. Els interiors i distribució han estat modificats. La tanca també ha estat canviada i part del jardí s'ha segregat per construir un altre habitatge.